# Nelson Martínez
Pour les articles homonymes, voir Martinez.
Nelson Pablo Martínez est un chimiste et homme politique vénézuélien né à Caracas le 15 juillet 1951 et mort le 12 décembre 2018. Il est ministre vénézuélien du Pétrole du 4 janvier au 26 novembre 2017.

## Biographie
Chimiste de formation et licencié en 1973, Nelson Martínez obtient un master en physique-chimie à l'université de Poitiers en France l'année suivante puis un doctorat de chimie à l'université de Reading au Royaume-Uni en 1978 et enfin un master en administration technologique au Massachusetts Institute of Technology (MIT) en 1993. Il devient, dès 1995 l'un des principaux artisans de la coordination de la planification stratégique de la compagnie pétrolière Petróleos de Venezuela (PDVSA). De 2000 à 2002, il devient directeur-adjoint de la division « raffinage et pétrochimie » puis directeur du raffinage de la branche PDVSA Oriente qui a son siège à Puerto La Cruz (État d'Anzoátegui). Il prend la tête de la compagnie en 2004. Il est également membre de l'académie des sciences de New York depuis 1994. Il est nommé ministre du Pétrole le 6 janvier 2017.